# Osorkon Starszy
Osorkon lub Osorkon Starszy – faraon, władca starożytnego Egiptu z XXI dynastii z czasów Trzeciego Okresu Przejściowego. Panował prawdopodobnie w latach 992–985 p.n.e. Syn Szeszonka – wodza Ma i Mehitusechet. Pochodził z rodu wodzów plemion libijskich, osiadłych na terenach Delty po okresie wojen z czasów Ramzesa III. Był pierwszym Libijczykiem na tronie egipskim. Według Manethona panował sześć lat jako Król Górnego i Dolnego Egiptu – Osochor. Jego młodszy brat Nimlot, będąc ojcem Szeszonka, późniejszego Szeszonka I dał początek XXII dynastii libijskiej.
Po zakończeniu wojen z plemionami libijskimi, nie mogąc całkowicie wygnać ich z terenów Delty, Ramzes III wyraził zgodę na częściowe osiedlenie się Libijczyków w północnym Egipcie. Z biegiem czasu ludność ta doskonale zasymilowała się z rdzenną ludnością egipską, przejmując ich zwyczaje i religię. Z czasem ludność libijska zajęła głównie miejsce w armii egipskiej, tworząc jej trzon, zwiększając w ten sposób swoje znaczenie i bogactwo. Pod koniec panowania Amenemope i zaraz po jego śmierci wybuchły w północnym Egipcie niepokoje o podłożu narodowościowym i społecznym. Cała społeczność libijska w dążeniu do władzy poparła swego rodaka Osorkona. Na południu poparcie kapłanów Amona uzyskał prawowity następca Amenemope – jego syn Siamon. Jednakże wobec znaczenia i liczebności Libijczyków, kapłani Amona zmuszeni byli do rezygnacji ze swych dążeń.
W czasie rządów Osorkona w całym Egipcie panował chaos. Doszło na masową skalę do rabunków królewskich nekropolii. Celem rabusiów po raz kolejny stała się Dolina Królów. Wywleczono i obrabowano mumie królów niedawno ponownie zabandażowanych i pochowanych. Doszło także do rabunków w królewskiej nekropolii w Tanis, gdzie naruszono grobowiec zaledwie kilka lat wcześniej pochowanego Psusennesa I. Po kilku latach chaosu, rabunków i starć zbrojnych sytuacja stopniowo unormowała się. Libijczycy wycofali się do swych siedzib zapewne w wyniku porozumienia, jakie musiało zostać zawarte. Być może była to ugoda, gwarantująca w przyszłości sukcesję Libijczykowi. Wobec takiej sytuacji, po ustaniu niepokojów władzę objął Siamon.

## Tytulatura
| M23 · X1 | L2 · X1 |

| M23 · X1 | L2 · X1 |

| N5 | O29V | L1 | U21 · N35 | N5 |

| N5 | O29V | L1 | U21 · N35 | N5 |

| N5 | O29V | L1 | U21 · N35 | N5 |

| N5 | O29V | L1 | U21 · N35 | N5 |

| M23 · X1 | L2 · X1 |

| M23 · X1 | L2 · X1 |

| N5 | O29V | L1 | U21 · N35 | N5 |

| N5 | O29V | L1 | U21 · N35 | N5 |

| N5 | O29V | L1 | U21 · N35 | N5 |

| N5 | O29V | L1 | U21 · N35 | N5 |

| G39 | N5 |

| G39 | N5 |

| V4 | Aa18 | M17 | D21 · V31 · N35 |

| V4 | Aa18 | M17 | D21 · V31 · N35 |

| V4 | Aa18 | M17 | D21 · V31 · N35 |

| V4 | Aa18 | M17 | D21 · V31 · N35 |

| G39 | N5 |

| G39 | N5 |

| V4 | Aa18 | M17 | D21 · V31 · N35 |

| V4 | Aa18 | M17 | D21 · V31 · N35 |

| V4 | Aa18 | M17 | D21 · V31 · N35 |

| V4 | Aa18 | M17 | D21 · V31 · N35 |